# Oenothera orizabae
Oenothera orizabae là một loài thực vật có hoa trong họ Anh thảo chiều. Loài này được W.L. Wagner mô tả khoa học đầu tiên năm 2004.